# اینگشی
اینگشی (به لاتین: Aingshe) یک منطقهٔ مسکونی در میانمار است که در ناحیه زاگاین واقع شده‌است.